# 24人のビリー・ミリガン
『24人のビリー・ミリガン』（にじゅうよにんのビリー・ミリガン、原題：The Minds of Billy Milligan）は、ヒューゴー賞受賞作家ダニエル・キイスによる1981年のノンフィクション書籍である。この作品は、1977年にオハイオ州で連続レイプ犯として逮捕されたのちに解離性同一性障害を訴えて無罪となった米国史上初の人物であるビリー・ミリガンへの数百回のインタビューの内容や関係者の証言を記したもので、1人の人間の中に複数の人格が共存するという「多重人格」の問題を初めて取り上げたことでセンセーションを引き起こした。
続編の『ビリー・ミリガンと23の棺』(The Milligan Wars)は1994年に日本で早川書房から出版された。原文は英語であるが、アメリカ合衆国では出版されていない。

## 受賞歴

### 受賞
1986年：外国人作家によるクルト・ラスヴィッツ賞 最優秀書籍賞

1993年：星雲賞ノンフィクション・オブ・ザ・イヤー

### ノミネート
1982年:エドガー賞最優秀犯罪実話賞

## 日本語訳書
日本語訳は堀内静子が手掛けている。
- 24人のビリー・ミリガン ある多重人格者の記録 上（1992年8月刊行、早川書房、ISBN 9784152035257）
- 24人のビリー・ミリガン ある多重人格者の記録 下（1992年8月刊行、早川書房、ISBN 9784152035264）
- 24人のビリー・ミリガン〔新版〕 上（2015年5月8日刊行、ハヤカワ文庫、ISBN 9784150504304）
- 24人のビリー・ミリガン〔新版〕 下（2015年5月8日刊行、ハヤカワ文庫、ISBN 9784150504311）